# Elisa von Ahlefeldt
Elisa von Ahlefeldt, née le 17 novembre 1788 à Langeland et décédée le 20 mars 1855 à Berlin, est une écrivaine germano-danoise et salonnière.

## Biographie

### Enfance
Née au château de Tranekær sur l'île de Langeland, Elisa von Ahlefeldt est la seule survivante des enfants du comte Friedrich von Ahlefeldt-Laurvigen (da). Elle bénéficie d'une excellente éducation, mais son enfance et sa jeunesse ne furent pas heureuses en raison des disputes familiales, principalement causées par le gaspillage et la débauche du père.

### Mariages
En 1806, elle est mariée morganatiquement au prince héritier danois Christian VIII et accouche d'une fille en 1807. Ce premier mariage court et heureux, conclu contre la volonté de son père, est gardé secret et l'enfant fut tenu à l'écart de la cour danoise.
Lors d'un voyage à Bad Nenndorf avec sa mère, elle rencontre le major général prussien Adolf von Lützow, en convalescence de ses blessures acquises lors de la bataille de Ferdinand von Schill contre Napoléon. Ils se marient le 20 mars 1810, non sans la réticence de son père. Le mariage est d'abord heureux, le couple partageant un intérêt commun pour leur pays. Elisa von Ahlefeldt  joue un rôle décisif dans la création, par son mari, du Lützowsche Freikorps, une unité militaire de volontaires de l'Armée prussienne durant la campagne d'Allemagne de 1813. Elle est enthousiasmée par le recrutement et l'armement des volontaires et se consacre ensuite aux blessés. Sur le plan intellectuel, le poète Theodor Körner, Friedrich Friesen et Friedrich von Petersdorff (de) sont parmi ses amis les plus fidèles à l'époque. Elle entretient une amitié étroite avec Friesen et, en 1843, elle joue un rôle clé en veillant à ce qu'il soit solennellement enterré dans le cimetière des Invalides de Berlin 29 ans après sa mort.
Après la paix, elle vit à Berlin puis Königsberg et Münster (à partir de 1817), où Lützow est en garnison. Là, elle rencontre au printemps 1821 le jeune juriste Carl Leberecht Immermann. Par le biais d’intérêts littéraires et artistiques partagés, une relation amoureuse qui durera 17 ans s’établit entre eux.
Probablement pour fuir le scandale, Immermann est nommé juge à Magdebourg en 1824. En parallèle, Elisa von Ahlefeldt se sépare de son mari, devenu entre-temps général, et elle s'installe à Dresde. En 1825, le couple divorce. Cependant, elle refuse d'épouser Immermann et le suit à Magdebourg puis à Düsseldorf et dirige avec lui un théâtre dans une maison de campagne, le Collenbach'schen Gut sur Ratinger Chaussee à "Derendorf" (aujourd'hui Pempelfort ). Elle rend visite à von Lützow, son ex-mari, en mai 1829 où il se plaint de son mariage devenu peu heureux avec Auguste Uebel, la veuve de son plus jeune frère Wilhelm. 

### Reprise de son nom de jeune fille
À partir de 1831, Elisa von Ahlefeldt reprend son nom de jeune fille après autorisation du roi du Danemark. De 1827 à 1839, elle soutient la carrière littéraire d'Immermann avec une traduction conjointe d'Ivanhoe de Walter Scott à Münster. Cela eut une grande influence sur l'œuvre poétique d'Immermann.
Après les fiançailles d'Immermann et de Marianne Niemeyer en 1838, Elisa von Ahlefeldt quitte Düsseldorf en août 1839. Après un voyage avec son amie Johanna Dieffenbach, Ernst Moritz Arndt et Philipp Kaufmann, elle emménage avec elle à Berlin au début de l'année 1840. Elle se consacre de nouveau à son cercle d'amis et reste en bons termes avec Niemeyer et sa fille en dépit de la mort prématurée d'Immermann.
Après une longue maladie, Elisa von Ahlefeldt décède à l'âge de 66 ans à Berlin. Sa tombe, qui n'a pas été conservée, se trouve dans l'un des cimetières de la porte de Halle.

## Salon

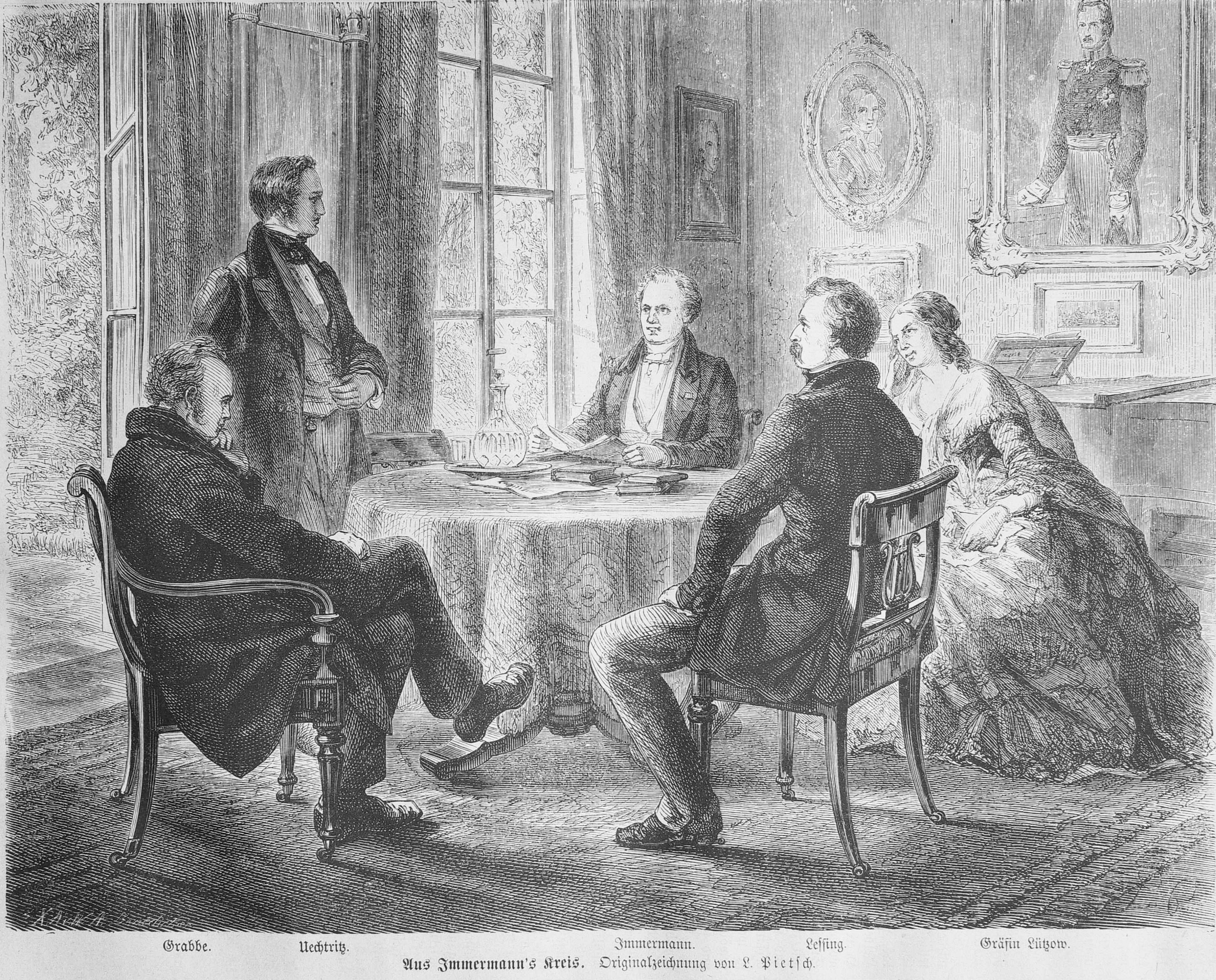
Dans le salon d'Elisa von Ahlefeldt. (de gauche à droite) Christian Dietrich Grabbe, Friedrich von Uechtritz, Carl Leberecht Immermann, Gotthold Ephraim Lessing dans le journal Belvédère (1868).

Son salon, également connu sous le nom de «dimanches», s'est tenu à Berlin de 1840 à 1855. Il est situé au No 38 Potsdamer Chaussee de 1840 à 1846, puis au No 1A Schulgartenstrasse  (nom actuel Ebertstrasse) à partir de 1846 et au No 7 Dessauer Strasse dans les années 1850.
Des anciens membres du Lützowsche Freikorps et d'autres membres de la famille de son ex-mari visitent ce salon, Elisa von Ahlefeldt étant restée en contact avec eux après son divorce.
Comme il était courant de le faire à l’époque, son salon s'est parfois associé avec d'autres salons tels ceux des écrivaines Ludmilla Assing, Clara Mundt-Mühlbach (de) ou Fanny Lewald.
Parmi les invités de son salon on compte : Rudolf von Auerswald (homme politique), Therese von Bacheracht (écrivain), Karl Isidor Beck (poète), Louis Ammy Blanc (peintre), Karl Eduard von Bülow (de) (écrivain), Peter von Cornelius (peintre), Johanna Dieffenbach, Katharina Dietz (une amie), Rudolf von Gottschall (poète), Alexander von Humboldt (naturaliste), Karl Albert von Kamptz (ministre prussien de la Justice), Friedrich Adolf Krummacher (théologien), Gustav Kühne (de) (écrivain), Heinrich Laube (écrivain), Caroline Lauska (peintre), Fanny Lewald (écrivain, salon), Theodor Mundt (écrivain), Clara Mundt-Mühlbach (écrivain), Henriette Paalzow (écrivain), Emil Palleske (de) (acteur, écrivain) avec sa femme, Leo von Palm (général et compagnon de Lützow), Betty Paoli (écrivaine), Friedrich von Petersdorff (de) (général et compagnon de von Lützow), Gustav zu Putlitz (écrivaine), Christian Rauch (sculpteur), Friedrich von Raumer (histoirien), Max Ring (écrivain), Hermann Sübers (écrivain), Eduard Schnaase (historien de l'art), Adolf Stahr (philologue), Henrik Steffens (philosophe), Theodor August Stein (de) (architecte), Ludwig Tieck (poète), Karl August Varnhagen van Ense (écrivain), Karl Wilhelm Wach (peintre), Feodor von Wehl (de) (écrivain), Wilhelm Zahn (professeur).